# Dale Midkiff
Dale Alan Midkiff (Chance, 1º luglio 1959) è un attore statunitense.

## Biografia
Dale Alan Midkiff è nato nel 1959 a Chance, secondo di otto fratelli.
È sposato ed ha tre figlie.
Ha debuttato al cinema nel 1985 ed è noto per aver interpretato Louis Creed nel film Cimitero Vivente e Patrick Sullivan nel film Air Bud 3 (negli altri film della saga è invece interpretato da Richard Karn e Gregory Harrison).

## Filmografia

### Cinema
- Prostituzione (Streetwalkin'), regia di Joan Freeman (1985)
- Cimitero vivente (Pet Sematary), regia di Patty Jenkis (1989)
- 2012: Doomsday, regia di Nick Everhart (2008)

### Televisione
- L'amore arriva dolcemente (Love Comes Softly), regia di Michael Landon Jr. – film TV (2003)
- Un amore per sempre (Love's Enduring Promise), regia di Michael Landon Jr. – film TV (2004)
- Castle - serie TV, episodio 7x07 (2014)

## Doppiatori italiani
Nelle versioni in italiano delle opere in cui ha recitato, Dale Midkiff è stato doppiato da:
- Gianluca Machelli ne L'amore arriva dolcemente
- Angelo Maggi in CSI - Scena del crimine
- Raffaele Palmieri in Dexter
- Saverio Indrio in CSI: Miami
- Lucio Saccone in Criminal Minds
- Pierluigi Astore in Castle